# Щербань, Евгений Александрович
Евге́ний Алекса́ндрович Ще́рбань (укр. Євген Олександрович Щербань; 1946—1996) — известный в начале 1990-х украинский политик и предприниматель, владелец корпорации «АТОН», народный депутат Украины 2-го созыва (самовыдвиженец), член исполкома Либеральной партии Украины, член парламентской фракции «Социально-рыночный выбор». Следствием установлено, что убийство Щербаня в 1996 году связано с переделом газового рынка Украины.

## Биография
Родился 18 января 1946 года в посёлке Константиновка в Харьковской области в многодетной семье. 
С 1972 по 1977 год учился в горно-промышленном училище в Донецке. 
Образование продолжил в Донецком политехническом институте.
После службы в армии работал до 1988 года на шахте «Кировская», последняя должность — заместитель директора. 
Евгений Щербань открыл первый в Советском Союзе ночной ресторан. В начале 1990-х организовал кооператив «Прогресс». Впоследствии организовал корпорацию «АТОН». С его именем связывали такие фирмы, как «АМЕСТ», «Финансист», СП «Гефест», владевшее сетью АЗС в Донецкой области и другие. Был одним из богатейших людей на Украине в начале 1990-х.
В марте 1994 года избран в Верховную раду Украины от Волновахского избирательного округа в Донецкой области. В июне избран членом Комиссии по вопросам молодежи, спорта и туризма.

## Гибель
3 ноября 1996 года Щербань был убит на летном поле в донецком аэропорту, когда возвращался из Москвы на собственном Як-40 с юбилея Иосифа Кобзона. В подготовке убийства участвовали не менее десяти человек, позже названные в СМИ «банда Кушнира». Непосредственно убийство совершили два преступника (предположительно принадлежавшие к солнцевской ОПГ) — Вадим Болотских («Москвич») и Геннадий Зангелиди («Зверь»). 
Через 4 года, в 2000 году в России удалось арестовать и экстрадировать Болотских на Украину. Зангелиди и Кушнир были к тому времени мертвы. 
В 2003 году, Болотских был осужден к пожизненному лишению свободы; кроме убийства Щербаня, суд признал его участие в ряде других резонансных преступлений, среди которых убийство Ахатя Брагина — владельца футбольного клуба «Шахтер» и Александра Момота — владельца крупной донецкой компании «Данко».

## Семья
- Жена, Надежда Щербань (Никитина), погибла вместе с мужем 3 ноября 1996 года.
- Сын, Руслан Евгеньевич Щербань (родился 13 января 1977 года), депутат Донецкого областного совета 6 созыва, коммерческий директор ООО «Донецкое региональное ПО „Центр“»[8].
- Сын, Евгений Евгеньевич Щербань[9].